# Hyphessobrycon meridionalis
Hyphessobrycon meridionalis és una espècie de peix de la família dels caràcids i de l'ordre dels caraciformes.

## Morfologia
- Els mascles poden assolir 4,6 cm de llargària total.[4]

## Hàbitat
Viu a àrees de clima subtropical.

## Distribució geogràfica
Es troba a Sud-amèrica: riu Paranà i conques fluvials costaneres de Rio Grande do Sul (Brasil).